# Wayne Henderson
Wayne Maurice Henderson (Houston, 24 september 1939 - Culver City, 5 april 2014) was een Amerikaanse jazztrombonist en muziekproducent.

## Biografie
Henderson speelde sinds midden jaren 1950 met muzikanten, die later behoorden tot The Crusaders. In 1961 was hij een van de oprichters. Zijn levendige trombonespel kenmerkte de sound van het sextet. Met Young Rabbits schreef hij een van hun hits. In 1975 verliet hij de band, die steeds meer richting fusion afdwaalde, om te gaan werken als freelancer. Hij speelde met Les McCann en Carmell Jones en speelde meerdere albums in onder zijn eigen naam. Hij nam ook op met Roy Ayers. Daarna richtte hij het eigen label At Home Productions op en produceerde hij muzikanten als Ramsey Lewis, Gábor Szabó en Mary Wells.
Verder was hij betrokken bij producties van Esther Phillips, Ronnie Laws, Billy Cobham, Side Effect, Pleasure, Michael White, Chico Hamilton en Narada Michael Walden. Tijdens de jaren 1990 kwam het tot een hernieuwde samenwerking met Wilton Felder van The Crusaders, Rob Mullins en Ndugu Chancler in het grotere ensemble Wayne Henderson & the Next Crusade, dat in 1993 het album Sketches of Life uitbracht. Ten slotte was hij onderweg met de formatie The Crusaders.
Vanaf 2007 onderwees Henderson aan het California College of Music in Pasadena.

## Overlijden
Henderson overleed in april 2014 op 74-jarige leeftijd.

## Discografie
- 1967: The Freedom Sounds fest. Wayne Henderson People Get Ready (Atlantic Records)
- 1968: The Freedom Sounds fest. Wayne Henderson Soul Sound System (Atlantic Records)
- 1977: Big Daddy's Place (ABC Records)
- 1978: Living on a Dream (Polydor)
- 1978: Step into Your Life (Polydor)
- 1979: Emphasized (Polydor)
- 1980: Roy Ayers/Wayne Henderson Prime Time (Polydor)
- 1993: Wayne Henderson & The Next Crusade Sketches of Life